# Tilda Cobham-Hervey
Pour les articles homonymes, voir Cobham et Hervey.
Tilda Cobham-Hervey, née en septembre 1994 à Adélaïde dans l'État d'Australie-Méridionale, est une actrice australienne.

## Biographie
Cobham-Hervey est né le 4 septembre 1994 à Adélaïde, en Australie méridionale. Son père est le décorateur, l'éclairagiste et directeur d'événements Geoff Cobham, et sa mère Roz Hervey, ancienne danseuse et professeur de danse, plus tard directrice créative du Restless Dance Theatre. Elle est décéde en novembre 2024,.

## Vie privée
Elle est en couple depuis janvier 2017 avec l'acteur britannique Dev Patel. En avril 2022, ils ont déménagé à Adélaïde.

## Filmographie

### Cinéma
Longs métrages
- 2013 : 52 Tuesdays : Billie
- 2014 : One Eyed Girl : Grace
- 2015 : Girl Asleep : The Huldra
- 2018 : Attaque à Mumbai (Hotel Mumbai) de Anthony Maras : Sally
- 2019 : Burn : Melinda
- 2019 : I Am Woman d'Unjoo Moon : Helen Reddy
- 2024 : Face à la mer : l'histoire de Trudy Ederle (Young Woman and the Sea) de Joachim Rønning

Courts métrages
- 2014 : 52 Tuesdays: Gag Reel : elle-même
- 2014 : Behind the Scenes Featurette (court métrage documentaire) : elle-même
- 2016 : Eaglehawk : Eve
- 2016 : The Suitor : Charlotte

### Télévision

#### Séries télévisées
- 2014 : How We Make Movies : elle-même
- 2016 : Barracuda (en) : Emma
- 2016 : The Kettering Incident (en) : Eliza Grayson / Eliza Dempsey
- 2017 : Fucking Adelaide : Kitty
- 2025 : Apple Cider Vinegar : Lucy